# Marktstellung
Unter Marktstellung versteht man im Wettbewerbsrecht die relative Marktmacht eines Unternehmens, die unter anderem durch seine hohen Marktanteile zum Ausdruck kommt. 

## Allgemeines
Um eine Marktstellung handelt es sich in der Volkswirtschaftslehre stets dann, wenn einer der Marktteilnehmer aufgrund des Preisbildungsprozesses Differentialrenten erzielen kann. Ein Unternehmen hat wettbewerbsrechtlich nach § 18 Abs. 1 Nr. 3 GWB eine marktbeherrschende Stellung, wenn es entweder ohne Wettbewerber ist (Monopol), keinem wesentlichen Wettbewerb ausgesetzt ist (Teilmonopol) oder soweit es als Anbieter oder Nachfrager einer bestimmten Art von Waren oder gewerblichen Leistungen auf dem Markt eine im Verhältnis zu seinen Wettbewerbern überragende Marktstellung hat.
Der Begriff der Marktstellung ist meist auf die Anbieter von Produkten oder Dienstleistungen auf einem Markt zugeschnitten. Aber auch der Verbraucher als Nachfrager besitzt eine Marktstellung. Einerseits bezieht er sein Arbeitsentgelt aus dem Faktormarkt (Arbeitsmarkt), andererseits verwendet er diese Mittel auf dem Gütermarkt. Seine Marktstellung ist bei Nachfragelücken oder Angebotsüberhang auf dem Käufermarkt besonders groß, im Verkäufermarkt bei Nachfrageüberhang oder Angebotslücken sehr gering. Aus der Marktstruktur und der Neigung der Anbieter zur Wettbewerbsbeschränkung ergeben sich aber erhebliche Nachteile für die Marktstellung des Verbrauchers.

## Rechtsfragen
Das Leitbild des GWB ist ein funktionsfähiger Wettbewerb. Der Rechtsbegriff der Marktstellung findet sich in § 18 Abs. 1 Nr. 3 GWB. Eine „marktbeherrschende Stellung“ liegt nicht nur dann vor, wenn das Unternehmen auf dem relevanten Markt ganz oder ohne wesentliche Wettbewerber ist, sondern auch dann, wenn es keinem wesentlichen Wettbewerb ausgesetzt ist oder eine im Verhältnis zu seinen Wettbewerben überragende Marktstellung hat. Bei der Bewertung der Marktstellung eines Unternehmens sind nach § 18 Abs. 3 GWB sein Marktanteil, seine Finanzkraft, sein Zugang zu wettbewerbsrelevanten Marktdaten, sein Zugang zu den Beschaffungs- oder Absatzmärkten, Verflechtungen mit anderen Unternehmen, rechtliche oder tatsächliche Marktschranken für den Marktzutritt anderer Unternehmen, der tatsächliche oder potenzielle Wettbewerb durch innerhalb oder außerhalb des GWB ansässige Unternehmen, die Fähigkeit, sein Angebot oder seine Nachfrage auf andere Waren oder gewerbliche Leistungen umzustellen sowie die Möglichkeit der Marktgegenseite, auf andere Unternehmen auszuweichen, zu berücksichtigen. Liegt der Marktanteil bei mindestens 40 %, wird eine marktbeherrschende Stellung vermutet (§ 18 Abs. 4 GWB). Eine überragende Marktstellung liegt bei einem seit Jahren unangefochtenen Marktanteil zwischen 50 und 60 % und weitem Vorsprung vor den Wettbewerbern (wie im Falle von CTS Eventim) vor. Dann genüge dem Bundesgerichtshof (BGH) zufolge schon eine geringfügige Beeinträchtigung des verbliebenen oder potentiellen Wettbewerbs für eine Verstärkungswirkung.
Insbesondere bei mehrseitigen Märkten und Netzwerken sind nach § 18 Abs. 3a GWB bei der Bewertung der Marktstellung eines Unternehmens auch zu berücksichtigen direkte und indirekte Netzwerkeffekte, die parallele Nutzung mehrerer Dienste und die Wechselkosten für die Nutzer, seine Größenvorteile im Zusammenhang mit Netzwerkeffekten, sein Zugang zu wettbewerbsrelevanten Daten und innovationsgetriebener Wettbewerbsdruck. Die Marktstellung ist bei marktbeherrschender Stellung (§§ 18 GWB, § 19 GWB) oder relativer Marktmacht (§ 20 Abs. 1 GWB) kartellrechtlich relevant. Der Missbrauch einer Marktstellung oder einer überlegenen Marktmacht ist nach § 81 Abs. 2 Nr. 1 GWB als Ordnungswidrigkeit mit einem Bußgeld bedroht. 

## Indizien
Indizien für die Marktstellung sind aus den Unternehmensdaten unter anderem die Betriebsgröße, Umsatzerlöse, die Anzahl der Mitarbeiter oder die Marktanteile. Dabei ist kartellrechtlich das konkrete Produkt oder die konkrete Dienstleistung zu untersuchen. So kann beispielsweise ein Hersteller von Schwarzhemden bei diesen einen Marktanteil von 80 % haben, bei Hemden insgesamt lediglich von 2 %. Bei Großunternehmen ist die Gefahr der Marktmacht wesentlich höher als bei Kleinbetrieben einzustufen. Letztere dürfen sogar Mittelstandskartelle bilden (§ 3 GWB), wenn es dadurch zu keiner Wettbewerbsbeschränkung kommt.